# Géographie de la Bolivie
La géographie de la Bolivie est presque unique parmi les pays d'Amérique du Sud. Elle est en effet, avec le Paraguay, l'un des deux seuls pays du continent sud-américain à ne pas avoir d'accès à la mer. Les principales caractéristiques de sa géographie sont l'Altiplano, un haut plateau se situant au milieu des Andes, et le lac Titicaca (Lago Titicaca), qui est la plus vaste étendue d'eau d'Amérique du Sud et le plus haut lac commercialement navigable du monde.

## Situation géographique

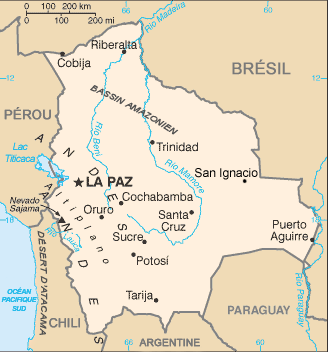
Carte de la Bolivie

La superficie de la Bolivie est de 1 098 581 km2 ; répartie en 1 084 391 km2 de terres et 14 190 km2 d'étendues d'eau, ce qui en fait le 5e pays plus étendu de l'Amérique du Sud, se situant après le Brésil, l'Argentine, le Pérou et la Colombie.
Comparativement à des pays d'Europe, cette superficie représente trente-six fois la taille de la Belgique et presque deux fois celle de la France.
La Bolivie est située dans le centre-ouest de l'Amérique du Sud. Elle possède des frontières communes avec cinq pays sur un périmètre total de 6 743 km.
| Pays      | Frontière | Côté       |
| --------- | --------- | ---------- |
| Argentine | 832 km    | Sud        |
| Brésil    | 3 400 km  | Nord-Est   |
| Chili     | 861 km    | Sud-Ouest  |
| Paraguay  | 750 km    | Sud-Est    |
| Pérou     | 900 km    | Nord-Ouest |

## Divisions géographiques

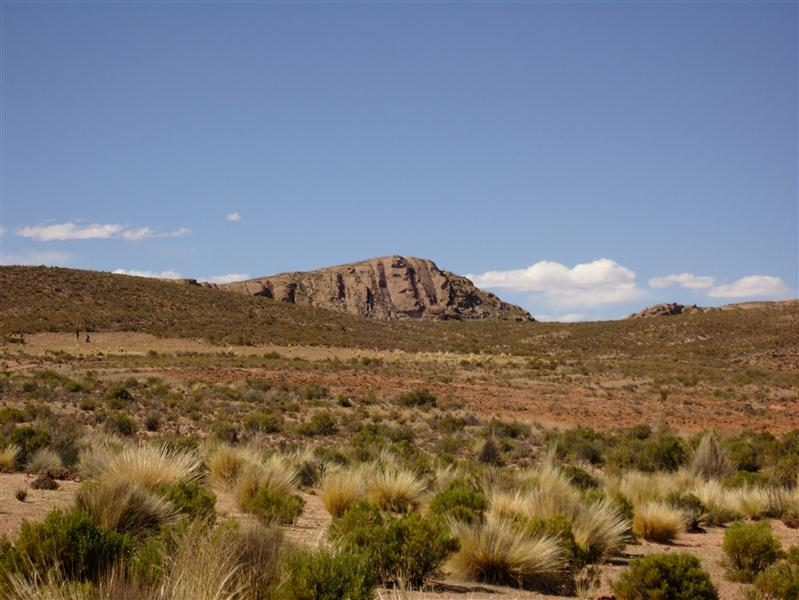
Formations rocheuses dans l'Altiplano bolivien.

S'étirant sur toute la partie Ouest de la Bolivie, les Andes définissent les trois zones géographiques du pays : les montagnes et l'Altiplano à l'Ouest, les Yungas et les vallées tempérées des pentes orientales et enfin les terres de basse altitude et les plaines tropicales à l'Est du pays.
Les Andes sont formées de deux grandes cordillères. À l'Ouest, la cordillère occidentale qui se situe le long des frontières péruvienne et chilienne. À l'Est, la cordillère orientale qui s'étend du Pérou à l'Argentine. Entre ces deux cordillères, se niche l'Altiplano, plateau élevé, qui s'étend sur 805 km de long et 129 km de large.

## Climat

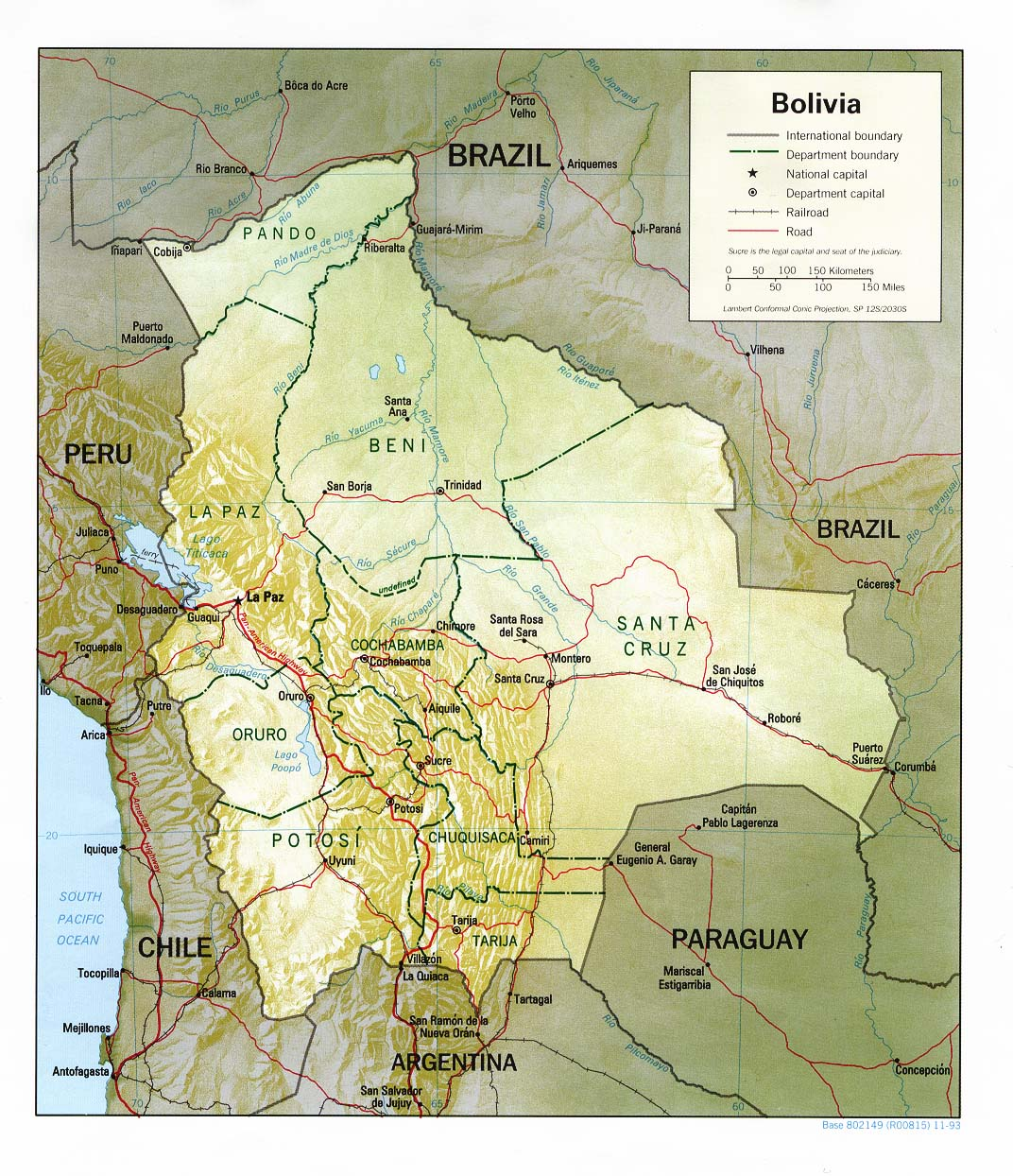
Carte des reliefs de la Bolivie

Bien que la Bolivie se trouve entièrement en zone tropicale, les conditions climatiques varient fortement, d'un climat tropical, dans les régions de basse altitude, à un climat polaire dans les régions de haute montagne. Les températures dépendent donc principalement de l'altitude, et montrent peu de variations saisonnières. Dans la majeure partie du pays, les précipitations les plus importantes ont lieu durant l'été (de janvier à mars pour l'hémisphère sud).
Dans les régions de basse altitude du Nord de la Bolivie, comme le Pando, un climat tropical présente des températures moyennes de 30 °C tout au long de l'année, une humidité élevée et beaucoup de précipitations. Les alizés, qui soufflent du nord-est, apportent beaucoup de précipitations en traversant le bassin de l'Amazone. Bien souvent dans ces régions, la pluie ne dure pas mais peut être accompagnée d'orages, de vents violents, et même de grêlons.
Les régions centrales possèdent un climat tropical sec et humide. D'octobre à avril, les alizés en provenance du Nord-Est prédominent, et le temps est chaud, humide et pluvieux. Cependant, de mai à septembre, les alizés en provenance du sud-est s'activent ; ces vents secs n'apportent que peu de précipitations. Durant cette saison, les variations de températures sont d'une plus grande amplitude que pendant la saison pluvieuse ; et cela, en raison d'un temps très clément et d'un ciel sans nuage aussi bien la journée que la nuit. Certains vents forts du Sud appelés Surazos peuvent occasionnellement atteindre cette région durant l'hiver et rafraîchir la température pendant plusieurs jours.
La région du Chaco possède un climat semi-tropical et semi-aride. Les alizés du Nord-est apportent la pluie et des chaleurs humides de janvier à mars ; les autres mois sont secs, caractérisés par des journées chaudes et des nuits fraîches. La température la plus élevée de Bolivie, qui est de 47 °C, a été enregistrée dans cette région. Les Surazos affectent également le Chaco ; l'approche de ce vent est habituellement signalée par une suite de rafales.
Les températures et la quantité de précipitations dans les régions montagneuses varient beaucoup. Les Yungas, où les vents moites du Nord-Est sont soulevés par les montagnes, sont la région la plus nuageuse, la plus humide et la plus pluvieuse, recevant jusqu'à 5 850 millimètres de pluie par an (dans le Chapare). Les vallées et les bassins abrités par la cordillère Orientale offrent par contre des températures douces et des précipitations modérées avec une moyenne de 64 à 76 centimètres par an. Les températures baissent avec l'augmentation de l'altitude, ainsi, des chutes de neige sont possibles au-dessus de 2 000 mètres. Au-dessus de 4 600 mètres on peut facilement rencontrer des zones enneigées toute l'année. Au-dessus de 5 500 mètres, c'est un climat polaire avec des zones glaciaires.
L'Altiplano, également parcouru par de forts vents froids, présente un climat aride et frais. Les températures quotidiennes varient beaucoup, et les températures moyennes, durant la journée, atteignent 15 °C à 20 °C. Elles peuvent atteindre jusqu'à 27 °C en été, en plein soleil. Par contre, la nuit, elles chutent rapidement jusqu'à atteindre 0 °C. Bien que le lac Titicaca exerce une influence modératrice sur le climat, il n'est pas rare de voir des chutes de neige sur ses rivages gelés.

## Lac Titicaca

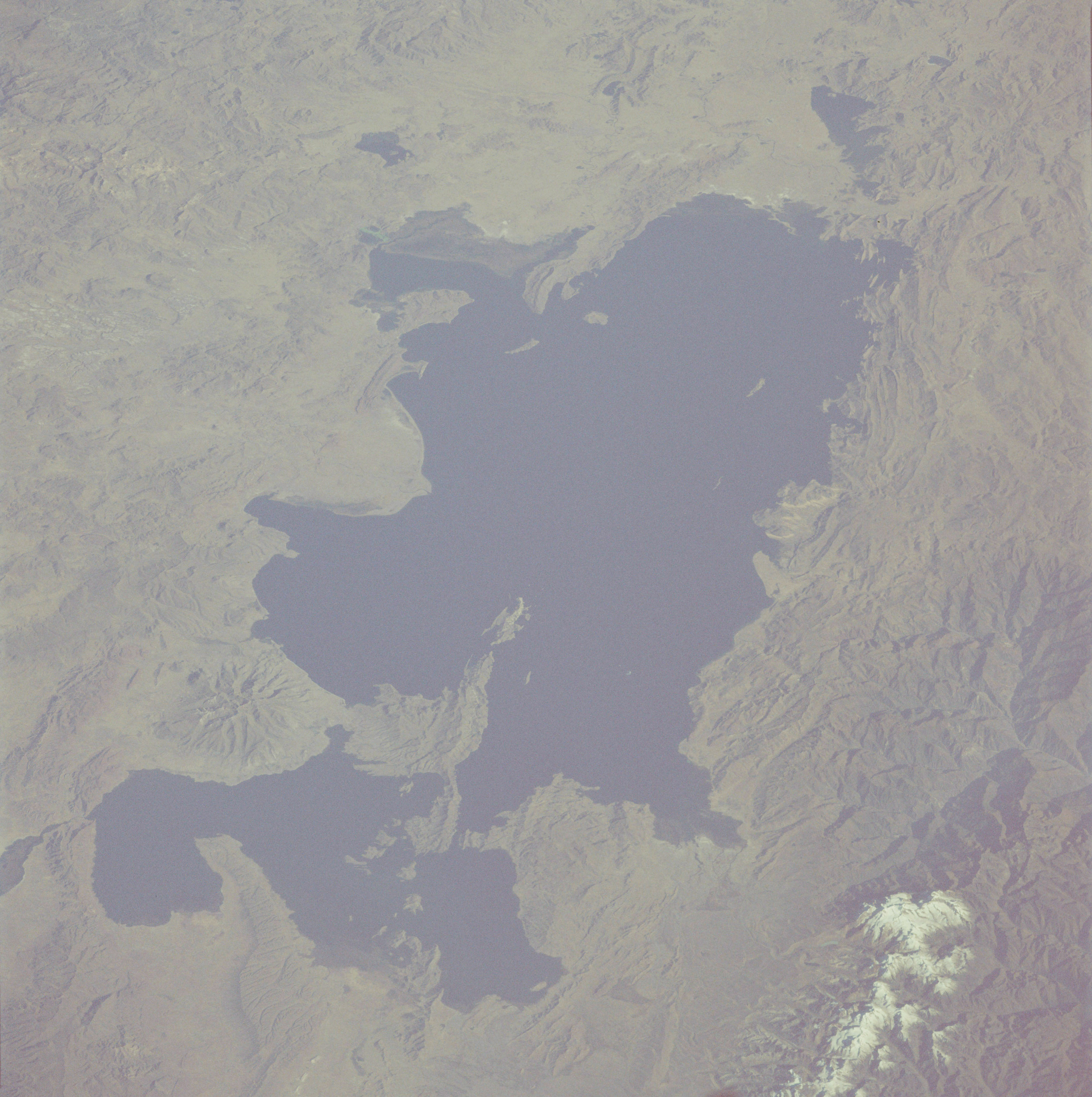
Photo satellite du lac Titicaca

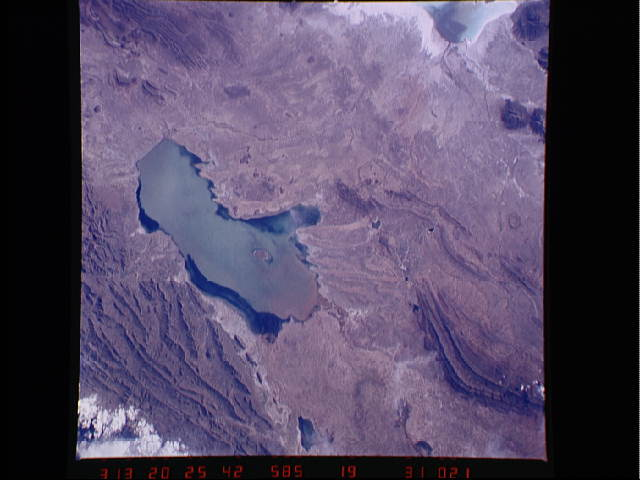
Photo satellite du lac Poopó

La caractéristique la plus impressionnante de l'Altiplano est le lac Titicaca. À 3 810 mètres au-dessus du niveau de la mer, c'est le lac commercialement navigable le plus élevé du monde. Avec une superficie de 9 064 km2, équivalente à un tiers de la superficie de la Belgique, il est également le plus grand lac d'Amérique du Sud. Avec une profondeur maximale d'environ 370 m pour une moyenne de 215 m, son volume d'eau est assez grand pour se maintenir à une température constante de 10 °C. Il a, de ce fait, une grande influence sur le climat environnant, permettant ainsi la culture du maïs et du blé dans ces régions.
Le lac Titicaca s'écoule par le Sud pour atteindre le lac Poopó. Contrairement au précédent, le lac Poopó est salé et peu profond. Il atteint rarement plus de quatre mètres de profondeur. Étant donné qu'il dépend totalement des précipitations saisonnières et du débordement du lac Titicaca, la taille du lac Poopó peut varier considérablement. Durant le vingtième siècle, il a à plusieurs reprises failli être totalement asséché par manque de pluie.

## Les montagnes

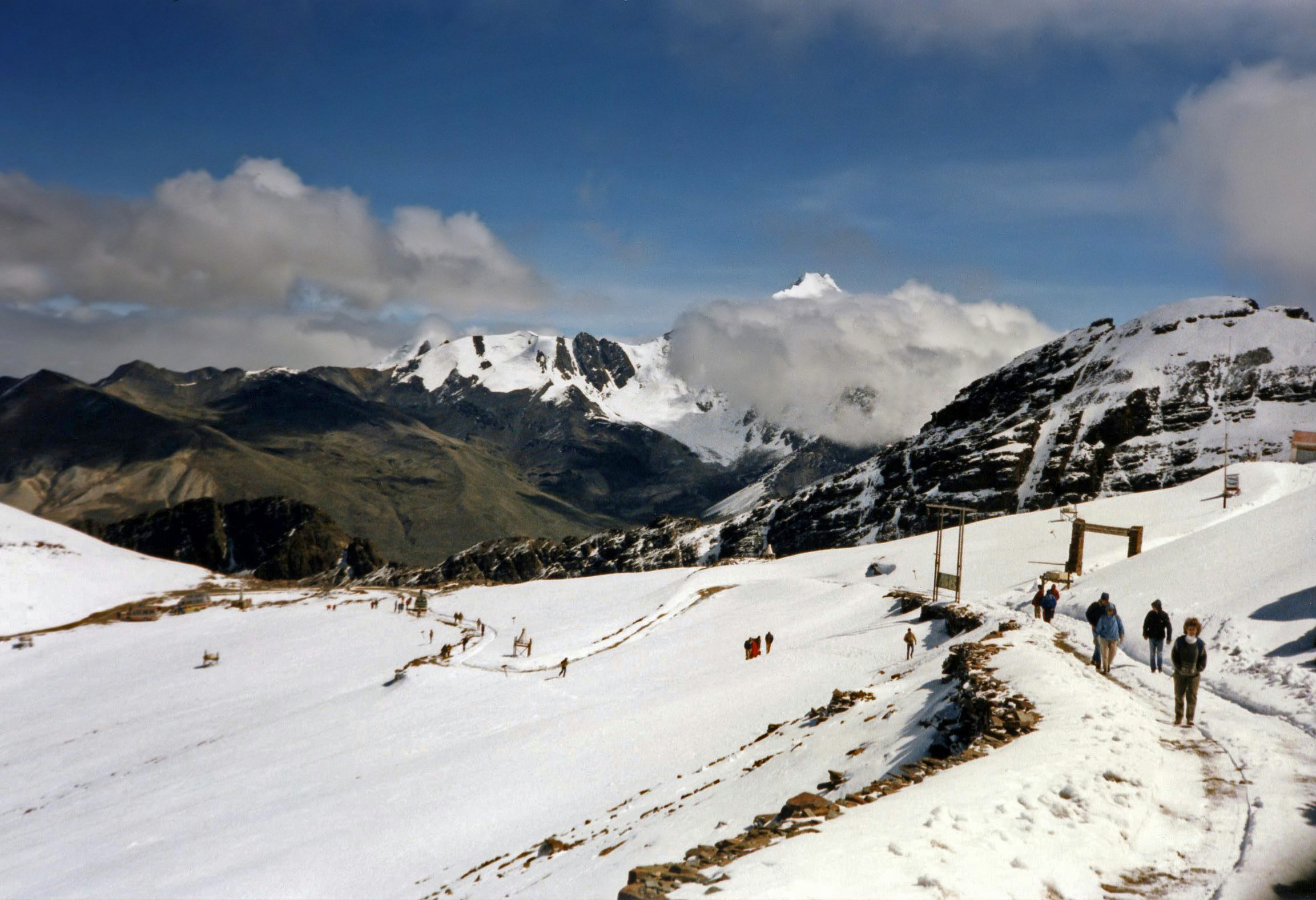
Le Chacaltaya près de La Paz

La cordillère Occidentale est une chaîne de volcans endormis et de bouches volcaniques d'où jaillissent de la vapeur d'eau et des gaz sulfureux. C'est là que se trouve la montagne la plus haute de Bolivie, le Nevado Sajama dont le sommet culmine à 6 542 mètres. La cordillère est entièrement d'origine volcanique. Au nord, l'altitude est d'environ 4 000 mètres alors que dans la partie méridionale elle est légèrement inférieure. Les précipitations, bien qu'elles soient faibles sur toute la cordillère, sont plus importantes dans la partie nord où la terre est recouverte de végétation. Dans la partie méridionale, les précipitations sont très faibles et le paysage est hératique. La cordillère occidentale est peu habitée et le sud est pratiquement désert.
L'Altiplano, le haut-plateau se trouvant entre la cordillère Occidentale et la cordillère Orientale, comporte quatre bassins principaux constitués de sommets montagneux. Il est situé à l'est de la cordillère Occidentale environ à mi-chemin de la cordillère Orientale. Le long du côté Est de l'Altiplano se situe une région plate qui sert, depuis la période coloniale, au transport entre le nord et le sud. L'Altiplano était, à l'origine, une crevasse profonde située entre les cordillères. Il s'est progressivement rempli de sédiments poreux qui provenaient des sommets des montagnes. Cette origine sédimentaire explique la pente progressive du nord au sud ; des précipitations plus importantes dans le Nord ont éliminé une plus grande quantité de sédiments.

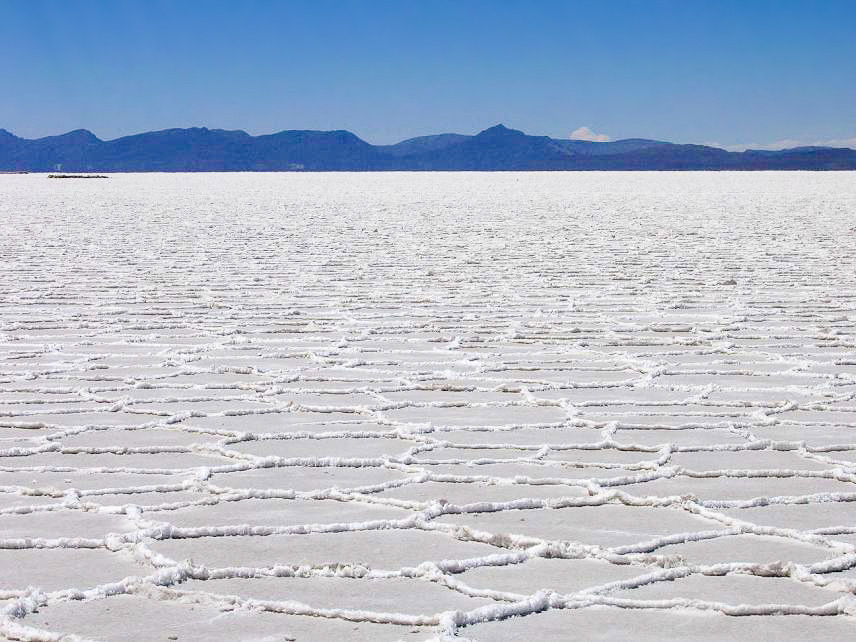
Photo du salar d'Uyuni

Dans l'Altiplano, plus on se dirige vers le Sud, moins les précipitations sont importantes et la végétation se fait plus rare jusqu'à disparaître pour ne laisser finalement que la roche des montagnes et de l'argile rouge. On y trouve plusieurs lacs de sels ou salars, les restes d'anciens lacs. Le plus grand et le plus connu est certainement le salar d'Uyuni dont la superficie dépasse 9 000 km2. La profondeur de ce lac est d'environ cinq mètres. Durant la saison sèche, il peut être traversé par des camions lourds. Près de la frontière argentine, l'Altiplano s'élève encore, créant des collines et des volcans qui relient les cordillères orientale et occidentale.
La cordillère Orientale, qui est la plus ancienne des deux, pénètre en Bolivie par le nord du lac Titicaca. Elle poursuit ensuite son chemin vers le sud-est jusqu'à 17° de latitude sud. À partir de ce point-là, elle oblique vers le Sud en s'élargissant jusqu'à la frontière argentine. La partie la plus au Nord de la cordillère orientale, appelée la Cordillère Royale, est une chaîne de montagnes granitiques enneigées. Plusieurs montagnes culminent à plus de 6 000 mètres. Parmi elles, l'Illimani qui donne sur La Paz et l'Illampu ont de grands glaciers sur leurs pentes supérieures. À une latitude supérieure à 17°S, la cordillère prend le nom de cordillère centrale. Cette partie est en réalité un morceau de la croûte terrestre qui a été soulevée et incliné vers l'est. Le bord Ouest de ce bloc s'élève en formant, à partir de l'Altiplano, une suite de falaises assez raides. La partie principale de la cordillère est une haute plaine atteignant des altitudes de 4 200 à 4 400 mètres avec, à certains endroits, des sommets très élevés. Ces hauteurs empêchent toute exploitation commerciale à grande échelle, et cette région possède le nom d'un type de végétation très présent, le puna.

## Les vallées
Le flanc nord-est de la cordillère est plus connu sous le nom de Yungas qui signifie « vallées chaudes » en aymara. Les pentes et les crêtes presque inaccessibles de cette région offrent au département de La Paz un des paysages les plus spectaculaires de la Bolivie. Les précipitations y sont importantes et la végétation s'accroche au bord d'étroites vallées. La terre est parmi la plus fertile de Bolivie, mais l'accès difficile à cette région ne permet pas un bon développement agricole. Le gouvernement a bien tenté de construire, en 1917, un chemin de fer pour relier les basses-terres à La Paz en passant par les Yungas. Mais ce projet a été abandonné après la construction de seulement 150 kilomètres de voie ferrée.
La pente Est du centre de la cordillère descend en formant une suite de collines. Les fleuves qui s'écoulent vers l'Est traversent de longues vallées étroites, propices aux récoltes et à l'habitat. Bien qu'en certains endroits l'érosion ait fait disparaître la végétation, les basses-régions sont caractérisées par des sols riches en alluvions. Les vallées sont situées entre 2 000 et 3 000 mètres au-dessus du niveau de la mer. Cette altitude signifie que les températures y sont plus douces que celles de l'Altiplano. Deux des villes les plus importantes de la Bolivie, Sucre et Cochabamba, sont situées chacune dans un bassin de cette région.

## Les basses-terres
Les basses-terres incluent toute la Bolivie du Nord, à l'est des Andes. Bien que représentant les deux tiers du territoire national, la région est peu habitée et a joué, jusqu'à récemment, un rôle mineur dans l'économie.

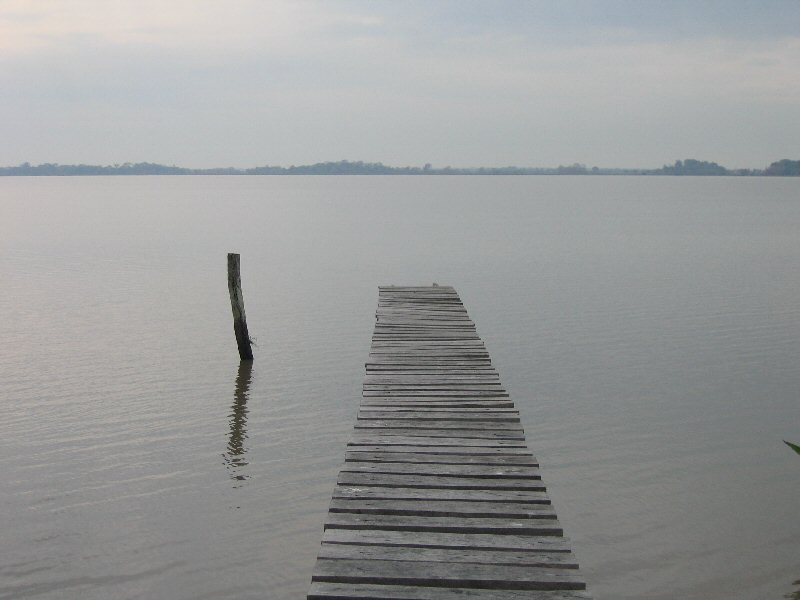
Photo d'un lac du Beni, infesté de caïmans

Les différences topographiques et le climat divisent les basses-terres en trois parties. La région septentrionale plate, composée des départements de Beni et de Pando ainsi que de la partie Nord du département de Cochabamba, est composée de forêts tropicales humides. La zone centrale, comportant la moitié Nord du département de Santa Cruz, possède un climat plus sec que la précédente. On passe en alternance de la forêt à la savane et une grande partie du terrain a été défrichée pour permettre les cultures agricoles. Santa Cruz de la Sierra, la plus grande ville des basses-terres, est située dans ce département. S'y trouvent également la plupart des réserves de pétrole et de gaz naturel de la Bolivie. La partie du Sud-Est des basses-terres est en fait une partie du Chaco du Paraguay. Durant neuf mois de l'année, cette région est pratiquement asséchée mais se transforme en marais durant la saison des fortes pluies.
La plupart des fleuves importants de la Bolivie sont situés dans les parties nord des basses-terres, en particulier dans l'Alto Beni (Beni supérieur), où la terre convient aux récoltes telles que le café et le cacao. Les basses-terres du nord sont irriguées par de larges fleuves à débit lent. Les trois plus grands fleuves sont, le Mamoré, le Beni et le Madre de Dios. Ils passent tous au nord, atteignent le rio Madeira au Brésil pour se jeter ensuite dans l'Amazone. Sur les rivières le long du Beni et du Mamoré circulent des bateaux de passagers et de marchandises. Mais les chutes d'eau sur le rio Madeira empêchent toute navigation vers le Brésil. Près de la frontière du Paraguay, des ruisseaux peu profonds se déversent dans le río Pilcomayo ou dans le río Paraguay.

## Données chiffrées
Source : CIA - The World Factbook.
Coordonnées géographiques :17° 00′ S, 65° 00′ O
Superficie :
- totale : 1 098 581 km2
- terre : 1 084 391 km2
- eau : 14 190 km2

Littoral : 0 km
Climat : varie avec l'altitude ; d'humide et tropical, à froid et semi-aride
Terrain : montagnes des Andes avec un plateau (l'Altiplano), des collines et des plaines à l'est du pays
Points culminants :
- point le plus haut : le Nevado Sajama avec 6 542 mètres
- point le plus bas : le Rio Paraguay avec 90 mètres

Ressources naturelles : étain, gaz naturel, pétrole, zinc, tungstène, antimoine, argent, fer, plomb, or, bois de construction, barrage hydroélectrique
Terres utilisées (en 2001) :
- terres arables : 2,67 %
- récoltes : 0,19 %
- autres: 97,14 %

Terres irriguées (en 1998) : 1 280 km2
Risques normaux : inondations dans le nord (mars-avril)

## Sources
- La plupart des informations proviennent du World Factbook 2000 et 2003.
- Hudson, Rex A. et Hanratty, Dennis M., ed. Bolivia: A Country Study. Washington: GPO for the Library of Congress, 1989.